# Kantyk
Kantyk (łac. canticum pieśń) – śpiew liturgiczny w kościołach chrześcijańskich; pieśń zbliżona do psalmu, charakteryzująca się podniosłym tekstem zaczerpniętym z Biblii, lub o tematyce biblijnej. 
Przykładami kantyków śpiewanych w czasie Liturgii Godzin są: kantyk Maryi (Magnificat), kantyk Zachariasza (Benedictus) czy kantyk Symeona (Nunc dimittis).